# Раб (місто)
44°45′ пн. ш. 14°45′ сх. д. / 44.75° пн. ш. 14.75° сх. д.
Раб (хорв. Rab) — містечко в Хорватії, найдавніше поселення однойменного острова. Населення — 554 особи (2001). Раб, попри статус міста, не є найбільшим населеним пунктом острова і менший за кількістю населення за інші селища. Містечко розташоване на довгій і вузькій косі в центральній частині острова на південно-західному узбережжі.

## Історія

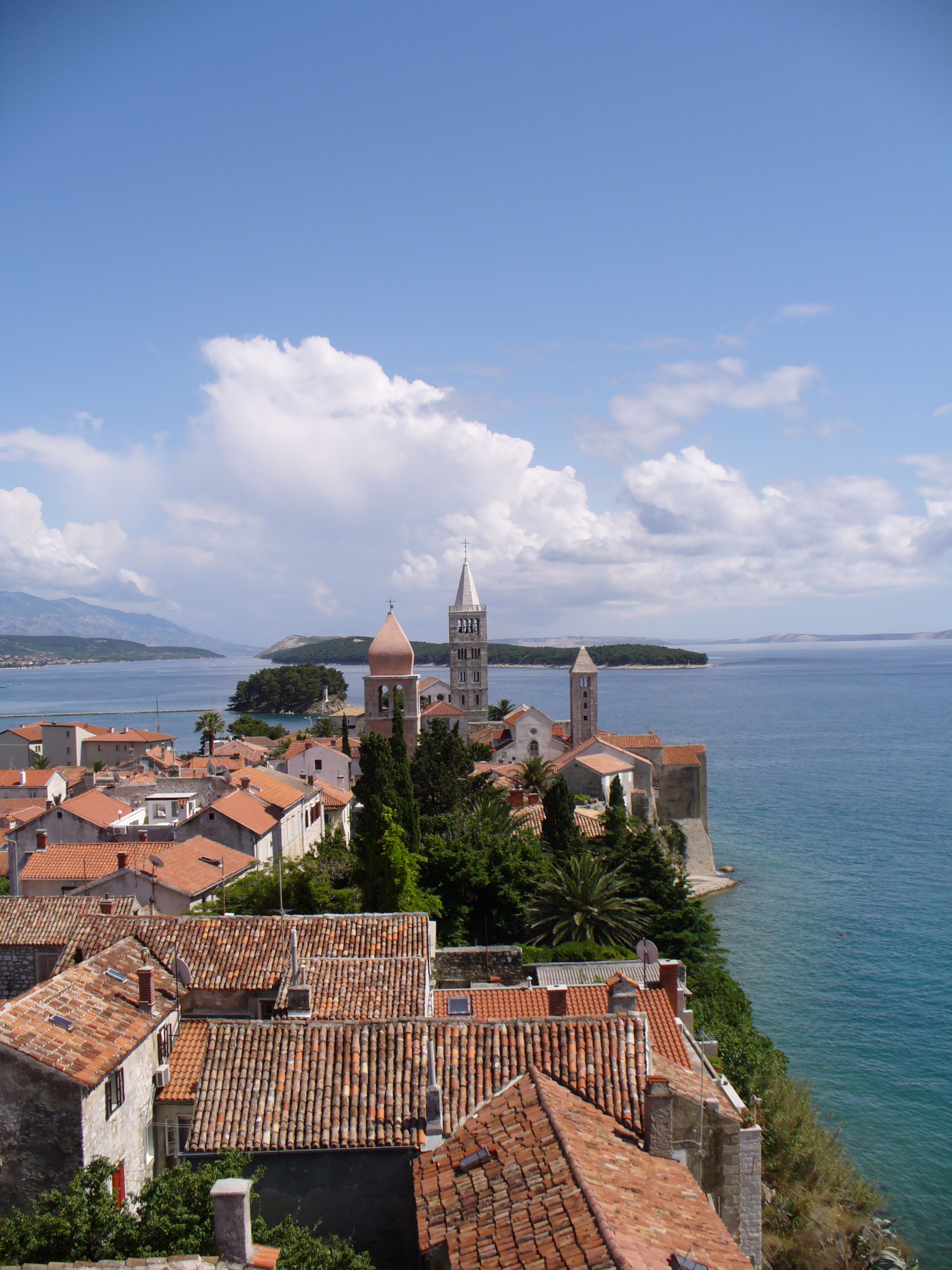
Старе місто

Раб — одне з найдавніших міст Адріатики. Сліди існування поселення тут прослідковуються з IV століття до н. е., коли тут жили іллірійці. З III століття до н. е. по VI століття н. е. воно належало Римській імперії і називалось «щасливим» (Felix Arba).

## Населення
Населення громади за даними перепису 2011 року становило 8 065 осіб, 1 з яких назвала рідною українську мову. Населення самого міста становило 437 осіб.
Динаміка чисельності населення громади:
Динаміка чисельності населення міста:

## Населені пункти
Крім міста Раб, до громади також входять: 
- Баньол
- Барбат-на-Рабу
- Кампор
- Мунданіє
- Палит
- Супертарська Драга

## Клімат
Середня річна температура становить 14,70°C, середня максимальна – 27,15°C, а середня мінімальна – 2,95°C. Середня річна кількість опадів – 1004 мм.
| Клімат міста                                  | Клімат міста | Клімат міста | Клімат міста | Клімат міста | Клімат міста | Клімат міста | Клімат міста | Клімат міста | Клімат міста | Клімат міста | Клімат міста | Клімат міста | Клімат міста |
| Показник                                      | Січ.         | Лют.         | Бер.         | Квіт.        | Трав.        | Черв.        | Лип.         | Серп.        | Вер.         | Жовт.        | Лист.        | Груд.        |              |
| Середній максимум, °C                         | 9,90         | 10,25        | 12,75        | 16,40        | 21,10        | 25,10        | 27,05        | 27,15        | 22,75        | 18,35        | 13,25        | 10,60        |              |
| Середня температура, °C                       | 6,40         | 6,80         | 9,25         | 12,90        | 17,65        | 21,65        | 24,20        | 24,30        | 19,85        | 15,50        | 10,40        | 7,75         |              |
| Середній мінімум, °C                          | 2,95         | 3,25         | 5,75         | 9,40         | 14,10        | 18,10        | 21,35        | 21,35        | 16,95        | 12,60        | 7,50         | 4,85         |              |
| Норма опадів, мм                              | 82           | 68           | 68           | 71           | 70           | 70           | 40           | 60           | 117          | 128          | 128          | 102          |              |
| Середньомісячна швидкість вітру, м/с          | 2.90         | 3.10         | 3.20         | 3.00         | 2.70         | 2.50         | 2.50         | 2.50         | 2.60         | 2.80         | 3.30         | 3.20         |              |
| Середньомісячна сонячна радіація, кДж/м²·день | 4603         | 7414         | 10918        | 15624        | 20088        | 22012        | 23478        | 20520        | 14842        | 9536         | 5069         | 3872         |              |
| --------------------------------------------- | ------------ | ------------ | ------------ | ------------ | ------------ | ------------ | ------------ | ------------ | ------------ | ------------ | ------------ | ------------ | ------------ |
| Джерело:                                      |              |              |              |              |              |              |              |              |              |              |              |              |              |